# Elektrookulografi
EOG, förkortning för elektrookulografi, metod att med elektroder fästa vid ögonen mäta ögonrörelser. Metoden bygger på att näthinnan och hornhinnan har olika elektrisk laddning och används framför allt för att diagnostisera ofrivilliga slående ögonrörelser, så kallad nystagmus, och för att påvisa REM-sömn vid polysomnografi.